# جون غيدس (دراج)
جون غيدس (بالإنجليزية: John Geddes) مواليد 13 أغسطس 1936 في ليفربول، هو دراج إنجليزي سابق. سبق أن شارك في دورة الألعاب الأولمبية الصيفية وفاز بميدالية أولمبية.

## الميداليات
| الميدالية | المسابقة                       |
| --------- | ------------------------------ |
| برونزية   | الألعاب الأولمبية الصيفية 1956 |

## روابط خارجية
- جون غيدس على موقع أرشيف الدراجات (الإنجليزية)
- جون غيدس على موقع CycleBase (الإنجليزية)
- جون غيدس على موقع أوليمبيديا (الإنجليزية)
- جون غيدس على موقع اللجنة الأولمبية البريطانية (الإنجليزية)